# Bowes & Morley
Bowes & Morley is het side-project van hardrock band Thunder, met de leden Danny Bowes (zanger) en Luke Morley (leadgitarist).
In vergelijking met Thunder is de muziek die zijn met hun project Bowes & Morley maken een stuk rustiger. Ook is het veel minder rock. De muziek die beide heren maken heeft rockroots, maar er komen ook latin-elementen, funk en invloeden uit jaren 70-muziek voor.

## Discografie
- Moving Swiftly Along (2002)
- Mo's Barbeque (2004)